# كورين يو
كورين يو (بالإنجليزية: Corrinne Yu)‏ هي مبرمجة ألعاب أمريكية.

## السيرة الشخصية

### الحياة السابقة

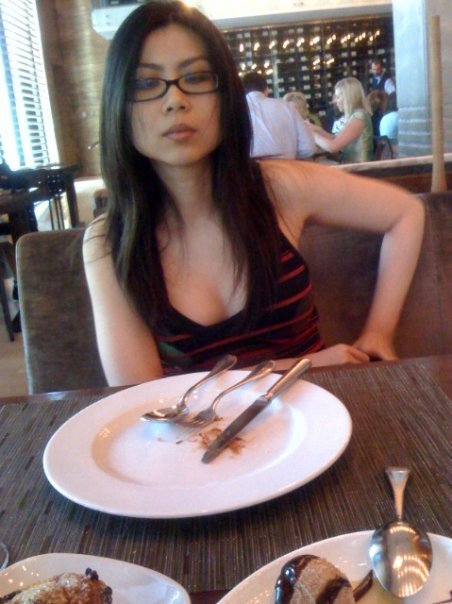

انضمت يو إلى جامعة بوليتكنيك ولاية كاليفورنيا، بومونا لدراسة الهندسة الكهربائية قبل بدء مسيرتها المهنية كمبرمجة محترفة.

### تطوير اللعبة
كانت مهنة يو في وقت مبكر كمبرمجة لسلسلة كينغز كويست لشركة آبل 2 على الرغم من أن لديها مشاريعها الخاصة ثلاثية الأبعاد التي باعتها لشركات مختلفة. لقد برمجت لـ خاصية حجم 3D، وهي واجهة برمجة تطبيقات مبسطة في وقت مبكر. عملت على لعبة الزومبي، وأنشأت محرك ألعاب الفيديو المستخدم في العمليات المواصفات. في نوفمبر 1997، تم توظيفها من قبل مطور ألعاب الفيديو ايون ستورم. عملت على 2001لعبة فيديو أنكرونكس وشغلت منصب مدير التقنية في الاستوديو. أثناء وجودها في أيون
```
كانت مسؤولة عن قاعدة كود الزلزال 2 المستخدمة في ألعابها وأي ألعاب تعتمد على هذا المحرك.

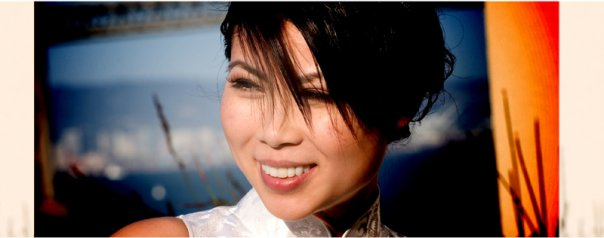

[
6
]
 في نوفمبر 1998، غادرت إيون ستورم وأصبحت فيما بعد مبرمج تكنولوجيا الرصاص في عوالم ثلاثية الأبعاد.
[
4
]
 عملت يو كمبرمجت محرك فيالبرامج علبة التروس، مبتكر الاخوة في الأسلحة و الحدودية. وعمل يو على تعديل محرك مركز الإعلام المحرك 3 بشكل كبير مع التركيز على الإضاءة والظلال والفيزياء.
[
7
]
 كانت يو أحد الأعضاء المؤسسين للجنة الاستشارية المباشرة لـ 
ميكروسوفت
. شاركت في محاكاة برنامج كودا و GPU في نفيديا.
[
8
]
```

## أعمال وجوائز أخرى
إلى جانب العمل كمبرمجو لعبة، برمج يو على برنامج مكوك الفضاء في روكويل انترناشيونال كاليفورنيا. صممت وأجرت تجارب مسرع في LINAC في كاليفورنيا والمسرع في مختبر بروكهافن الوطني. فازت أبحاثها في الفيزياء النووية بجائزة وطنية من وزارة الطاقة الأمريكية. في عام 2009 ، فازت كورين يو بجائزة أفضل مهندسة على المستوى الدولي في مؤتمر تطوير الألعاب (GDC)، وتم ترشيح فريق واي جي بواسطة لجنة من نظرائها في المجال خلال السنتين الماضيتين على التوالي، لعملها في البرمجة. في عام 2010 ، تم تحديد يو من قبل كوتاكو كواحدة من أكثر 10 نساء تأثيرًا في الألعاب في العقد الأخير. هي المدير الوحيد للتكنولوجيا، ومبرمج المحرك الوحيد، في هذه القائمة.

## الحياة الشخصية
تزوجت يو من كينيث سكوت، كبير مديري الفنون في شركة 343 للصناعات. معا لديهم ابنة.

## نمط التنمية والتأثيرات
تقودها يو اهتمامها بكيفية جعل القطع المعقدة تتلاءم مع بعضها البعض، ومقارنة كل يوم بلعب لعبة ماين كرافت، فقط أكثر مرونة ومع إمكانية تطبيق عالمي أكبر.

## العمل
- Halo 4 (2012) Graphics Engineering
- Brothers in Arms: Hell's Highway (2008) Programming
- Anachronox (2001) Programming
- Spec Ops: Rangers Lead the Way (1998) Programming

## روابط خارجية
- Corrinne Yu at MobyGames
- Corrinne Yu on Twitter Edit this at Wikidata